# James Foley
James Foley (Bay Ridge, Brooklyn, Nueva York; 28 de diciembre de 1953-Los Ángeles, California, 6 de mayo de 2025) fue un director de cine estadounidense, hijo de un abogado.

## Filmografía
- Fifty Shades Freed  (2018)
- Fifty Shades Darker (2017)
- House of Cards (2013-presente)
- Hannibal (2013)
- Perfect Stranger (2007)
- Confidence (2003)
- The Corruptor (1999)
- The Chamber (1996)
- Fear (1996)
- Two Bits (1995)
- Glengarry Glen Ross (1992)
- After Dark, My Sweet (1990)
- ¿Quién es esa chica? (1987)
- At Close Range (1986)
- Reckless (1984)
- Wounds and Scars - Twin Peaks (1990)

Foley también ha dirigido videos musicales para Madonna (con el seudónimo "Peter Percher"):
- "Live to Tell" (1986)
- "Papa Don't Preach" (1986)
- "True Blue" (1986)